# Skogstorp
Skogstorp – miejscowość (tätort) w Szwecji, w regionie administracyjnym (län) Södermanland (gmina Eskilstuna).
Miejscowość jest położona w prowincji historycznej (landskap) Södermanland nad rzeką Eskilstunaån, ok. 5 km na południe od centrum Eskilstuny. Przez Skogstorp przebiega linia kolejowa Sala – Oxelösund.
W 2010 r. Skogstorp liczyło 2860 mieszkańców.